# Jakob Joseph Matthys

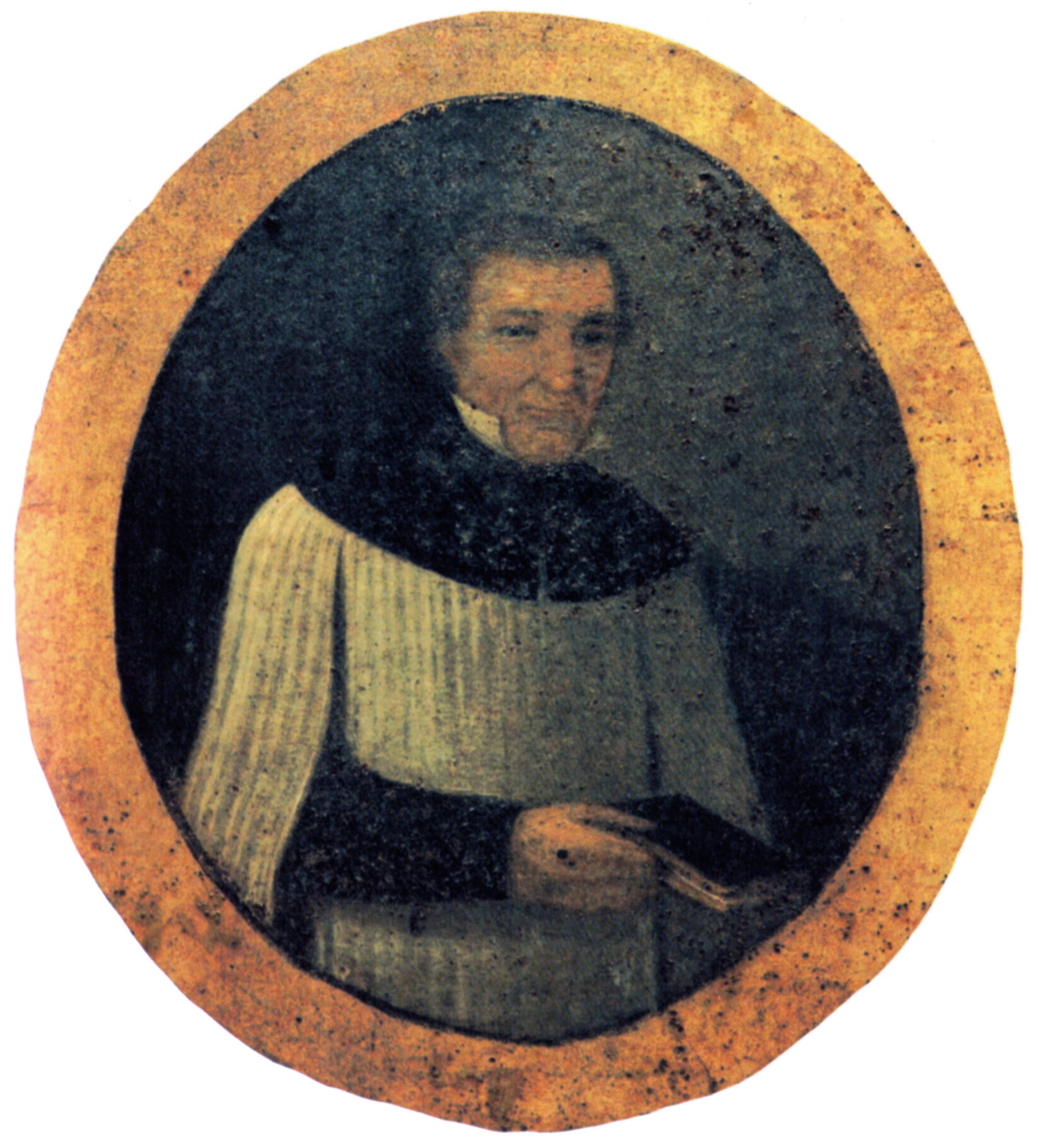
Jakob Joseph Matthys
Porträt auf der Grabtafel, heute im Beinhaus von Wolfenschiessen

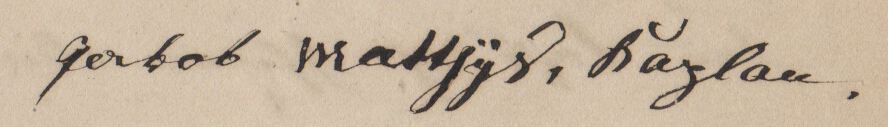
Signatur «Jakob Matthys, Kaplan»
(Archiv des Schweizerischen Idiotikons)

Jakob Joseph Matthys [ˈmat(ː)ɪs] (der Familienname wird auch Mathis und Mathys geschrieben; * 12. Dezember 1802 in Oberrickenbach, Gemeinde Wolfenschiessen; † 9. März 1866 in Stans) war ein katholischer Priester, der rund 15 Jahre als Kaplan in Niederrickenbach und etwa 20 Jahre als Kaplan in Dallenwil wirkte.
Vornehmlich an seiner ersten Stelle, die ihn bei Weitem nicht ausfüllte, beschäftigte er sich mit mindestens 37 Fremdsprachen sowie einer heute vergessenen Plansprache. Seine eigene Lebensbeschreibung verfasste er 1844 in 35 Sprachen, den muttersprachlichen Dialekt und die muttersprachliche Schriftsprache mit eingerechnet.
Als Matthys 1862 von dem gerade begonnenen Projekt für das Schweizerische Idiotikon erfuhr, erarbeitete er trotz Krankheit ein monumentales Nidwaldner Wörterbuch – ein Foliant von 611 eng beschriebenen Seiten – sowie eine 89-seitige Dialektgrammatik und übersandte beides nach Zürich. Das Wörterbuch bildet noch heute eine der wichtigsten Nidwaldner Quellen der Idiotikon-Redaktion, und der Grammatik kommt wissenschaftsgeschichtliche Bedeutung zu.

## Leben

### Kindheit und Studium

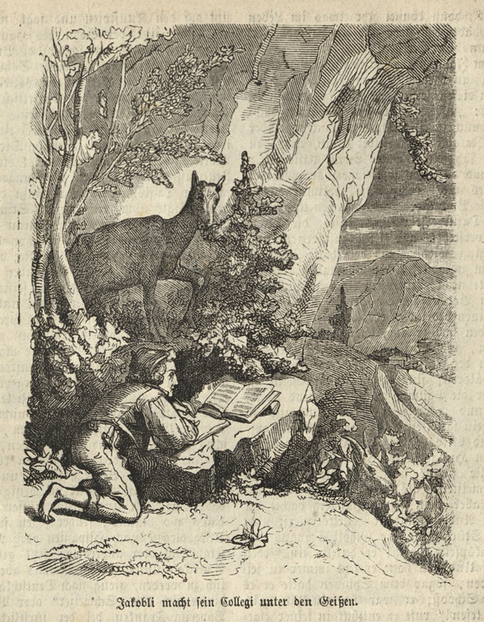
«Jakobli macht sein Collegi unter den Geißen» (Abbildung im St. Ursenkalender 1872)

Matthys war ein Sohn des Kleinbauern und – nachdem dieser sein Gütlein aus Not verkauft hatte – Tagelöhners Niklaus Josef Mathis und der Anna Josefa, geborener Käslin. Er wuchs in grosser Armut auf, von sechs bis sechzehn in Beckenried, dem Heimatdorf seiner Mutter. Als Knabe hütete er am Buochserhorn Ziegen, kämmte Seide und spann Baumwolle; später sammelte er mit seinem Vater Harz, suchte für Ärzte und Branntweinbrenner Wurzeln und für Küfer und andere Handwerker Holz. Älter geworden, arbeitete er als Bauernknecht.
Bis er 21 Jahre alt war, besuchte Matthys keine Schule. Lesen, Schreiben und Rechnen brachte er sich selber bei. Von dem fünfzehnjährigen Burschen hiess es, wer in der Gegend einen Heustock, eine Vieh-Atzung oder eine «Käslosung» habe ausrechnen müssen, hätte dies durch den jungen Matthys erledigen lassen. 1821 bis Januar 1823 diente er in Bayern bei einem der Fürsten von Oettingen als «Schweizerknecht». 1822 kaufte er auf dem Markt der «nahen Stadt» die lateinische Grammatik sowie das lateinisch-deutsche Wörterbuch von Christian Gottlieb Broeder und fing an, Latein zu lernen. Dieses Selbststudium setzte er im Sommer 1823 fort, als er hoch über Engelberg als Hirte tätig war. Um nicht ständig im Wörterbuch nachschlagen zu müssen, lernte er es kurzerhand auswendig.
Der heimatliche Kaplan wurde auf den Jüngling aufmerksam und verschaffte ihm in dem Maler Martin Obersteg dem Jüngeren einen Gönner, sodass Matthys ab Dezember 1823 die von Kapuzinern geführte Lateinschule in Stans besuchen konnte. Das Lernen fiel ihm leicht – statt in vier Jahren schloss er die Schule in zweieinhalb ab. Im Schuljahr 1826/1827 war er am Kollegium Solothurn, wo er gleich den zweitletzten Jahreskurs vor dem Übertritt an die Hochschule belegte. 1828 studierte er am Jesuitenkollegium St. Michael in Freiburg, von 1829 bis 1831 am Priesterseminar in Luzern und 1831/1832 am Priesterseminar in Chur – dort schloss er stets mit Bestnoten ab. Da sein Gönner inzwischen gestorben war, musste er seinen Lebensunterhalt als Hauslehrer verdienen. Am 6. März 1831 empfing er die niederen Weihen, schon am 13. März wurde er Subdiakon, am 19. März Diakon und am 25. März empfing er die Priesterweihe.

### Als Wallfahrtskaplan in Maria-Rickenbach (1831–1845)

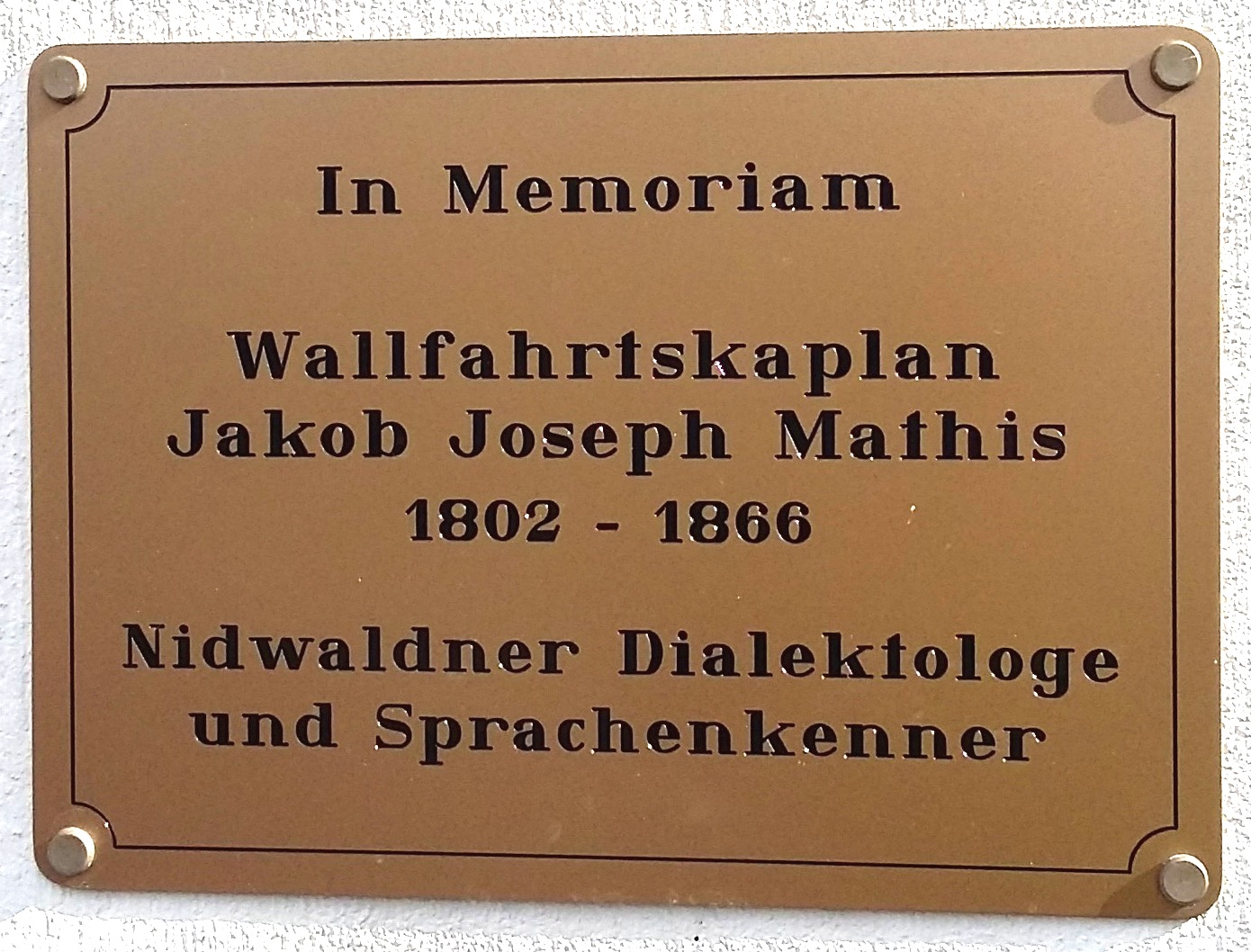
Gedenktafel für Matthys in Maria-Rickenbach

Als Kind aus einer armen Familie musste sich Matthys baldmöglichst nach einer Stellung umsehen. Am 6. November 1831 wurde er zum Kaplan in Niederrickenbach (Gemeinde Oberdorf) gewählt, wo er als Wallfahrtskaplan zuständig war. Das kleine Bergdorf, einsam und auf gegen 1200 Meter Höhe gelegen, war damals ein nur mässig besuchter Wallfahrtsort und es gab auch noch kein Kloster. Im ganzen Winterhalbjahr hatte Matthys kaum etwas zu tun, und Kinder zu unterrichten gab es nur wenige. In seiner Autobiographie zählte Matthys in sieben Punkten auf, was man ihm alles verschwiegen habe, um von der fehlenden Attraktivität der Kaplanei abzulenken, die ausser ihm deshalb niemand gewollt habe. In dieser Zeit flüchtete er sich in ein rastloses Sprachenstudium. Die Pfründe war allerdings nur mit rund 500 Gulden verbunden – deutlich zu wenig für Matthys, der für sein Sprachenlernen auf viele teure Bücher angewiesen war, seine mittellosen Verwandten unterstützen musste und zunehmend unter gesundheitlichen Problemen litt.
Das Lernen fremder Sprachen sagte Matthys offenbar mehr zu als seine Kaplanspflichten – die Rechenschaftsberichte über sein geistliches Wirken fallen jedenfalls «ausserordentlich knapp» aus. Immerhin gab er 1835 eine Überarbeitung des Wallfahrtsbüchleins von Maria-Rickenbach heraus, des frommen Wallfahrters. Neu waren darin die vielen Zitate lateinischer und griechischer Kirchenväter, -lehrer und -schriftsteller, die er als Zeuge der Marienverehrung anruft – in der Reihe der Nennung im frommen Wallfahrter Bernhard von Clairvaux, Gregor, Eucherius, Anselm, Bonaventura, Ephräm, Ambrosius, Hieronymus, Thomas von Aquin, Antoninus von Florenz, Johannes Damascenus, Augustinus, Basilius, Wilhelm von Paris, Ildefons, Rupert, Irenäus, Epiphanios, Athanasius, Antonius von Padua, Germanus, Albertus Magnus, Petrus Damiani, Beda Venerabilis, Ignatius, Methodius und Sophronius. Matthys lernte in diesen Jahren offensichtlich nicht nur Unmengen von Sprachen, sondern vertiefte sich auch in die Patristik.
In die Maria-Rickenbacher Zeit fiel auch Matthys’ Kampf gegen ein neues, angeblich mit der offiziellen katholischen Dogmatik nicht übereinstimmendes Schulbuch von 1835 (siehe unten), der ihn weiter verbitterte und zum griesgrämigen Einzelgänger machte. Auch der sich bis 1842 oder 1843 hinziehende Neubau des Kaplaneihauses machte Matthys zu schaffen – im nur halbfertigen Haus konnte er während des Winters nicht heizen und litt unter Gicht und Rheuma. Badekuren aber waren teuer, da er für jeden Tag seiner Abwesenheit einen Kuratsgeistlichen einstellen musste. Matthys strebte deshalb eine andere Stelle an, richtete sich jedoch selbst lauter Barrieren auf: So lehnte er beispielsweise die ihm angetragene Kaplanei Oberrickenbach ab, die eine Aussicht auf die Pfarrstelle von Wolfenschiessen barg, da er nicht wollte, dass es so scheinen könnte, er würde nur auf das Ableben des Wolfenschiesser Pfarrers warten. Ohnehin hatte sein Einzelgängertum zur Folge, dass er nur unvollständig informiert war, wenn irgendwo eine Stelle frei wurde.
Die in dieser schwierigen Zeit verfasste vielsprachige Lebensbeschreibung hat das allzu einseitige Bild von Matthys als das eines unglücklichen Sonderlings geprägt.

### Als Kaplan in Dallenwil (1845–1864) und die letzten Jahre in Stans

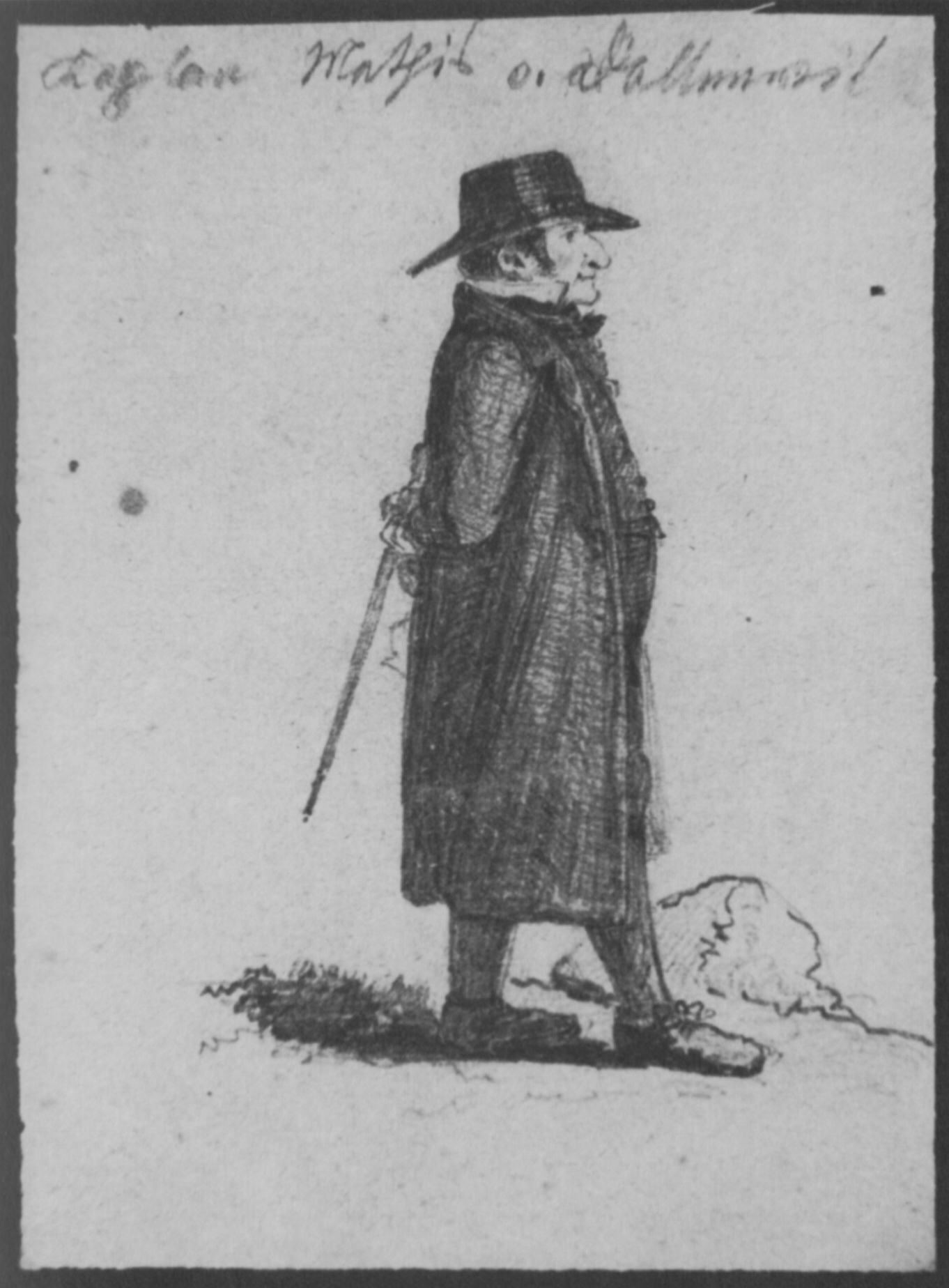
Jakob Joseph Matthys als Kaplan in Dallenwil (Bleistiftzeichnung von unbekannter Hand)

Im Herbst 1845 fand Matthys doch noch eine neue Stelle als Kaplan in Dallenwil (oder «Thalwyl», wie Matthys den Ortsnamen selber schrieb). Die teilweise im Talgrund und näher beim Kantonshauptort Stans liegende Gemeinde zählte damals 730 Einwohner, weshalb er mehr als im abgelegenen Maria-Rickenbach gefragt war. Er setzte sich auch mit Erfolg für die Dorfschule ein und konnte eine Menzinger Schwester als Lehrerin nach Dallenwil holen, «so dass Knaben und Mädchen nun die gleichartige Schule haben». In dieser Zeit zeigte er sich auch wieder vermehrt in der Öffentlichkeit und amtierte von 1851 bis 1853 als Sekretär des kantonalen Priesterkapitels.
Gegen Ende dieser Zeit verfasste Matthys für das Schweizerische Idiotikon innert kürzester Zeit ein gewaltiges Nidwaldner Wörterbuch und eine detaillierte Nidwaldner Grammatik (Näheres hierzu siehe unten). Der Briefverkehr mit dem Zürcher Friedrich Staub, dem Gründer des Idiotikons, und das Interesse, das dieser ihm entgegenbrachte, weckten in ihm noch einmal alle Kräfte, um das Wörterbuch und die Grammatik trotz seiner Krankheit zu vollenden: «Immer heftiger pochte der Tod an; es war, als ob der Sensenmann und das Idiotikon mit einander um die Wette liefen. Aber das Idiotikon gewann es.»
Matthys’ Gesundheit liess weiter nach. 1864 reiste er noch einmal zur Kur in das aargauische Baden, musste sie aber nach zehn Tagen wegen Magenblutung und Erschöpfung abbrechen. Wenig später trat er als Kaplan zurück; seine letzten anderthalb Jahre verbrachte er im neu erbauten Kantonsspital in Stans. Begraben wurde er in seiner Heimatgemeinde Wolfenschiessen. Auf der an seinem Grabkreuz angebrachten Tafel standen die ersten beiden Strophen eines Gedichts, das Matthys’ Bruder Benedikt – damals Pfarrer in Hergiswil – verfasst hatte:

«Nach Gottes Wille hast du ihn getrunken

Den bittern Leidenskelch, der dir gebracht!

Nach Jesu Beispiel, tief in Lieb’ versunken,

Riefst neigend sanft dein Haupt: ‚Es ist vollbracht!‘

Heil dir, wenn auch die Welt dich einst missachtet,

Wenngleich sie deine Wissenschaft verkannt;

Was Menschen oft verschmähn, ist dort geachtet,

Im Himmel wird dein Streben anerkannt!»

### Politisch-religiöse Einstellung

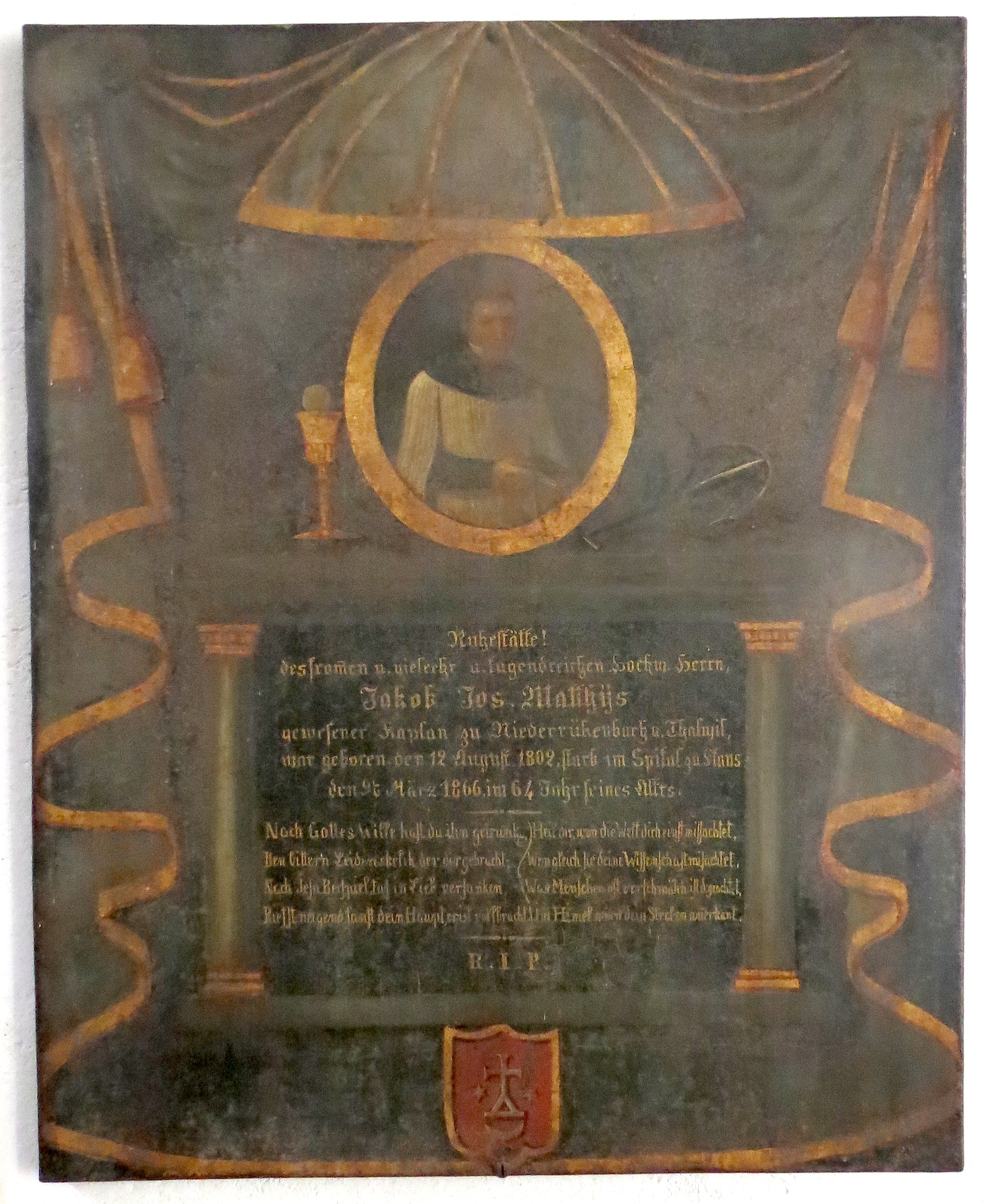
Inschrift für Matthys, die früher am Grabkreuz angebracht war und sich jetzt im Wolfenschiesser Beinhaus befindet

Als Kaplan im alpinen und ländlichen Nidwalden des 19. Jahrhunderts war Matthys grundsätzlich konservativ. 1835 kämpfte er gegen ein neues Schulbuch, in dem Jesus zum Vorbild für die Schüler stilisiert wurde – er sei fleissig gewesen, habe den Lehrern gut zugehört, wissbegierig Fragen gestellt und sei jeden Tag weiser geworden. Diese implizite Relativierung des Dogmas von der Göttlichkeit Jesu führte zu einem Streit, der ganz Nidwalden durchschüttelte, bis Matthys zusammen mit seinen Mitstreitern die Rücknahme des Lehrmittels erreichte. Wie man aus seiner Autobiographie herauslesen kann, wollte er sich mit seinem Einsatz womöglich bei der Geistlichkeit beliebt machen, um endlich aus Maria-Rickenbach wegzukommen und eine richtige Pfarrstelle zu erhalten. Allerdings hinterliess der Streit eine vergiftete Atmosphäre: Ein Pfarrer und ein Lehrer, die sich für das neue Buch engagiert hatten, starben wenig später, was man als Folge der «Verleumdungen und Hintertreibereien» deutete, denen sie «nicht gewachsen» gewesen seien. Matthys zog sich seinerseits für längere Zeit weitgehend aus der Öffentlichkeit zurück.
Einseitig konservativ war Matthys indessen nicht. Sein Biograph Iso Baumer konstatiert für die Zeit im Wallfahrtsort Maria-Rickenbach eine grosse Skepsis gegenüber Gebetserhörungen. In Dallenwil kämpfte er für das strikte Einhalten des Schulobligatoriums, wie es vom kantonalen Schulgesetz von 1851 verlangt wurde. Gegenüber alt Landammann Clemens Zelger beklagte er sich, dass es in Nidwalden keine Behörde gebe, bei der er als Religionslehrer und Schulpräsident «wirksame Hilfe» finde, damit der tägliche Schulbesuch auch durchgesetzt werden könne.
In der Autobiographie liest man in § 34 ausdrücklich von seinem permanenten Zwiespalt:
Nidwaldnerdeutsche Version:

«I ha n ai gseh, das di eint Partij vom Bischof und vo der Staatszijtig griemd wird, die ander vom Eidgnoß und vo der nijwe Zircherzijtig und derglijche. Der einte Partij ha-n-i i de Grundsätze mieße bijstimme, aber i hätt-s nid mit allem ihrem Tue und Trijbe ha derffe; zur andere Partij ha-n-i i de Grundsätze nid bijstimme chenne, nur hie und da i eppis wohl, wil uberall aj eppis Guets ist.»

Standarddeutsche Version:

„Ich habe auch gesehen, daß die eine Partei vom Bischofe und von der Stadtzeitung [!] gerühmt wird, die andere vom Eidgenossen und von der neuen Zürcherzeitung und dergleichen. Der einen Partei habe ich in den Grundsätzen beistimmen müssen, aber ich hätte es nicht mit allem Ihrem Thun und Treiben halten dürfen; zur anderen Partei habe ich in den Grundsätzen nicht beistimmen können, nur hie und da in etwas doch, weil überall auch etwas gutes ist.“

## Schaffen

### Der Dialektologe: das Nidwaldner Wörterbuch und die Nidwaldner Grammatik
1862 wurde in Zürich die Erarbeitung eines neuen Wörterbuchs des rezenten und historischen Schweizerdeutsch – des Schweizerischen Idiotikons – beschlossen. Die treibende Kraft des Projektes, Friedrich Staub, unterstützt vom engeren Ausschuss des «Vereins für das Schweizerdeutsche Wörterbuch», verschickte noch gleichen Jahres einen Aufruf mit der Bitte an alle Interessierten, an diesem Werk mitzuarbeiten. Der Aufruf gelangte auch zu Matthys und weckte in dem alten, schwer kranken Mann noch einmal alle Kräfte. Mit einem der Mitglieder des engeren Ausschusses, dem Philologen Heinrich Schweizer-Sidler, hatte er im Übrigen schon einmal Kontakt, als er ihm seine Übersetzung von Parrats Welthilfssprache La langue simplifiée hatte zukommen lassen (siehe unten).
Am 12. September 1862 schrieb er Staub einen ersten Brief, im Januar 1863 legte er ihm schon ein grosses Projekt vor: Zuerst wolle er ein «fast einfaches Vocabolarium unseres Dialektes» machen (wovon er schon eine Skizze habe), in einem zweiten Schritt wolle er das «Vocabularium» erweitern sowie die Redensarten, alte Wörter und Örtlichkeitsnamen zusammenstellen, überdies die Wörtersammlung seines Landsmanns Karl von Deschwanden einarbeiten sowie eine Grammatik schreiben, und zu guter Letzt werde er einerseits mit dem Abt von Engelberg Kontakt aufnehmen, damit dieser die Mundart des Klosterdorfes Engelberg aufnehmen lasse, und anderseits solle Johann Ming die in Obwalden geltenden Abweichungen erfassen. In einem weiteren, fast gleichzeitigen Brief schickte er bereits eine erste Liste von etwa 2500 Wörtern. Ende 1863 oder anfangs 1864 sandte er die letzten Hefte nach Zürich, sodass am Schluss ein Wörterbuch mit 611 dicht beschriebenen Folioseiten zustande kam. 1864 folgte eine auf 89 Quartseiten verfasste Dialektgrammatik, und auch einige Gedichte aus dem Büchlein Großätti aus dem Leberberg des Solothurners Franz Josef Schild übersetzte er in sein Nidwaldnerdeutsch.

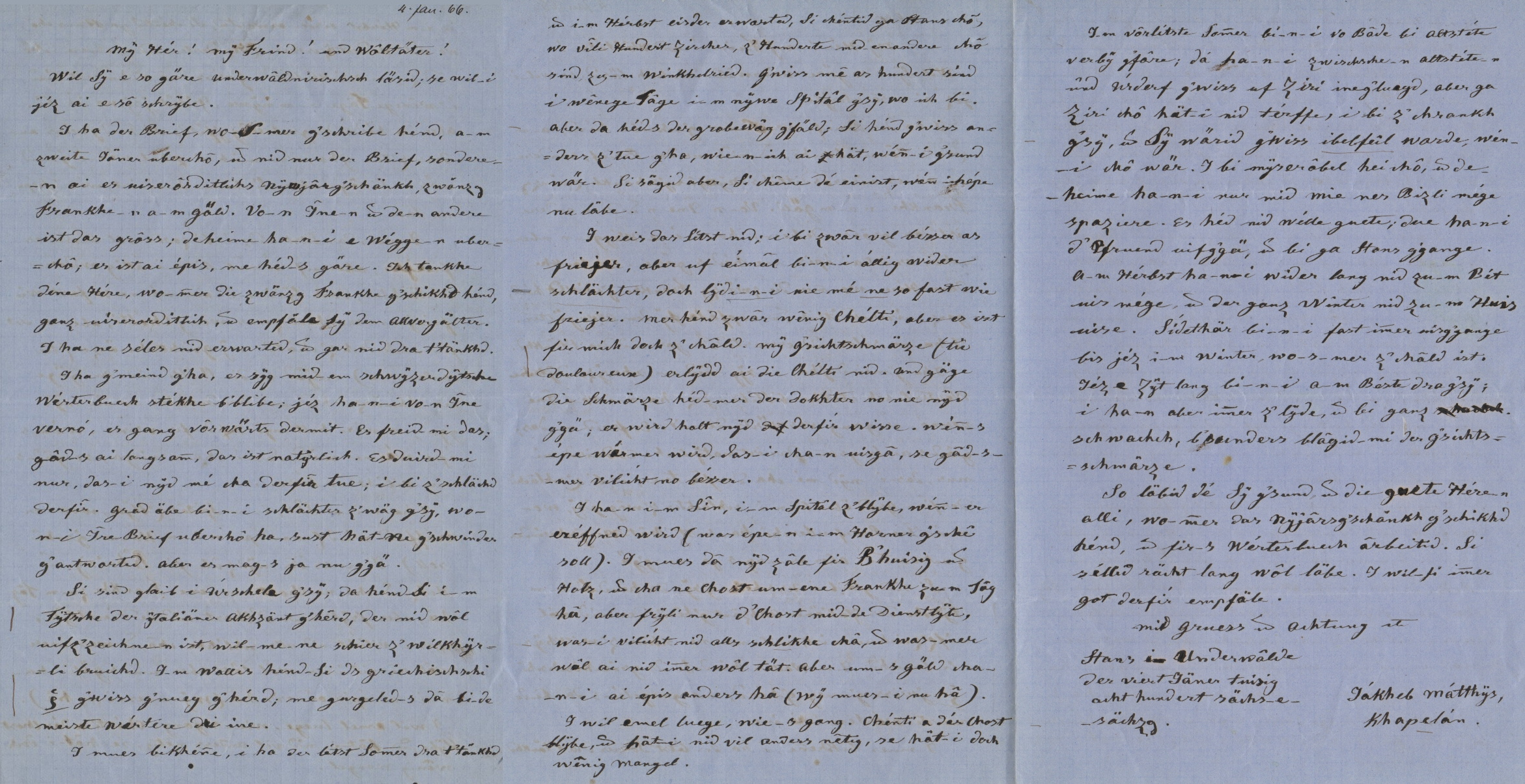
Matthys’ letzter, nidwaldnerdeutsch geschriebene Brief an Friedrich Staub vom 4. Januar 1866 (Archiv des Schweizerischen Idiotikons)

Staub schickte ihm fünfzig Franken und eine Flasche Wein – der Geldbetrag entsprach einem Kaplanslohn für 25 reguläre oder 50 Krankheitstage. Später lud ihn Staub auch zu sich nach Zürich ein, der Besuch kam jedoch nicht zustande. Doch auch noch als Bettlägeriger im Stanser Kantonsspital diskutierte Matthys mit seinem Zürcher Fachgenossen dialektologische Fragen, und Staub sandte ihm auf Neujahr 1866 noch einmal zwanzig Franken – was diesem die gleiche Anzahl Tage im Spital finanzierte. Im letzten Brief, den er am 4. Januar 1866 schrieb, schildert Matthys auf Nidwaldnerdeutsch seinen Krankheitsverlauf, sinniert aber auch über die Dialekte:

«Si sind glaib i Úrschele g’sÿ; da hénd Si i-m Tÿtsche der ÿtaliäner Akhzänt g’hérd, der nid wôl uifz’zeichne-n ist, wil-me-ne schier z’wilkhÿrli bruichd. I-m Wallis hénd-Si ds griechischschi ῥ g’wiss g’nueg g’hérd; me gurgeled-s dâ bi-de meiste Wértere dri ine.»

„Sie waren, glaube ich, im Urserental; da haben Sie im Deutschen den italienischen Akzent gehört, den man nicht gut aufzeichnen kann, weil man ihn beinahe zu beliebig braucht. Im Wallis haben Sie das griechische ῥ sicher im Überfluss gehört; man gurgelt es da in den meisten Wörtern.“

Friedrich Staub vermochte Matthys diejenige Anerkennung entgegenzubringen, die dieser während seines Lebens so vermisst hatte, und ohne diesen Zuspruch wären das Wörterbuch und die Grammatik nicht zustande gekommen. Staub war bewusst, was er an Matthys hatte, und konnte dessen angeschlagenes Selbstvertrauen aufrichten. Um seine Mitarbeit anzuregen, lieh er ihm Franz Joseph Stalders Idiotikon (ein Wörterbuch von 1806/1812) und dessen Dialektologie (eine 1819 publizierte Grammatik) sowie Titus Toblers Appenzellischen Sprachschatz (1837) aus. Im Rechenschaftsbericht des Schweizerischen Idiotikons von 1868 würdigte er den Menschen und den Lexikologen Matthys ausführlich:

«Man muß diese Musterarbeit mit eigenen Augen gelesen haben, um eine Idee zu bekommen von der Beweglichkeit und dem Reichthum der Mundarten, aber auch um sich an den scharfen Sinnen des Verfassers, denen auch nicht das kleinste Detail entgeht, über welches wir gewöhnlichen Menschen gedankenlos hintrampen, sogleich zu überzeugen, daß wir einen gebornen Grammatikus vor uns haben. […] Der grammatische Tik stak in jeder Fiber des Mannes. […] Das Werk ist auch ohnedieß [er hatte es noch um den Engelberger und den Obwaldner Dialekt ergänzen wollen] nach Plan und Ausführung großartig genug ausgefallen; es geht nämlich auf Nichts Geringeres aus als auf die Darstellung der Nidwaldner Mundart in der Totalität ihres dermaligen Bestandes und beschränkt sich daher nicht auf die Specialitäten und Kuriositäten derselben.»

Unterstützt vom damaligen Idiotikon-Redaktor Rudolf Trüb unterzog Matthys’ Biograph Iso Baumer das Wörterbuch und die Grammatik einer genaueren Überprüfung. Trotz gewissen Einschränkungen – Matthys war, was die Präfixe und die Suffixe angeht, enorm pedantisch und führte in der Folge auch Wörter (Ableitungen und Zusammensetzungen) auf, die schlicht konstruiert waren – stellte er fest, dass im Wörterbuch «eine Unmenge wertvollster Angaben untergebracht» sind. Es handelte sich dabei nicht um eine nackte Wörterliste: Zum einen führte Matthys mit viel Gespür und Präzision die verschiedenen Bedeutungsnuancen auf, und zum andern stellte er sie mittels Kommentaren in einen grösseren semantischen, sachkundlichen und grammatischen Zusammenhang; ja selbst phonetische und soziologische Bemerkungen fehlen nicht.
Eingehender hat sich auch der Germanist Walter Haas in seiner Besprechung von Iso Baumers Biographie mit der Nidwaldner Grammatik auseinandergesetzt und hebt die analytische Durchdringung des Stoffs hervor. Merkmale sind erstens die rein synchronische Darstellung, zweitens die erstaunlich exakte phonetische Mundartschreibung, drittens die ausführliche Behandlung auch von «Selbstverständlichem», was in der Tendenz zu einer vollständigen Beschreibung des Sprachsystems führte, und viertens die Neigung, so viel wie möglich als Regel zu formulieren, was sich in aussergewöhnlich genauen Beobachtungen beispielsweise der morphonologischen Alternationen oder der Reihenfolge der enklitischen Pronomen niederschlug. Diese vier Punkte stehen in direkter Folge mit Matthys’ in früherer Zeit betriebenem exzessiven Sprachenlernen (siehe unten). Aufgrund seiner Fähigkeit zur Regelabstraktion gelangen Matthys «Meisterstücke» wie seine Einteilung der Substantive gemäss der Pluralbildung – eine stringente Klassifizierung, wie sie der als Begründer der wissenschaftlichen Ortsgrammatikschreibung geltende Jost Winteler 1875 erst andeutungsweise wagte. Ein solch radikal synchronischer Zugang wurde laut Haas erst wieder in Albert Webers wegweisender Zürichdeutscher Grammatik von 1948 in vollem Umfang umgesetzt. Freilich führte der Drang zur Vollständigkeit auch zu Einträgen, die kaum der gesprochenen Realität entsprachen. So sind Genitive von Numeralien wie eisis ‚eines‘ und bêdsis ‚beider‘ «zweifelhaft», und sowohl das – von Matthys selbst als «nicht beliebt» bezeichnete – Futurum exactum (etwa des «Particialen Zeitworts»: i wird g’lobt g’sy g’sy sy «ich werde gelobt gewesen gewesen sein» [!]) als auch das Partizip Präsens von sy ‚sein‘ – sîjiid, e Sîjede ‚seiend, ein Seiender‘ verweist Matthys gleich selber ins Reich des Theoretischen. Alles in allem schätzt Haas die Bedeutung dieser ersten Mundartgrammatik so hoch ein, dass er eine – um die an Friedrich Staub gerichteten brieflichen Nachträge und Erläuterungen ergänzte – kommentierte wissenschaftliche Edition fordert.

### Der Polyglotte: die Autobiographie
Matthys gliederte seine zweispaltige Autobiographie in 34 Kapitel. In der linken Spalte schrieb er jedes Kapitel in einer anderen Sprache (das letzte in seiner heimatlichen Mundart), und in der rechten Spalte stand der gleiche Text noch einmal in hochdeutscher Version.
| § 1 – Ungarisch                    | § 12 – Altgriechisch            | § 24 – Unterengadinisch |
| § 2 – Polnisch                     | § 13 – Neugriechisch            | § 25 – Surselvisch      |
| § 3 – Obersorbisch                 | § 14 – Lateinisch               | § 26 – Spanisch         |
| § 4 – Russisch                     | § 15 – Französisch              | § 27 – Portugiesisch    |
| § 5 – Slowenisch (Untersteiermark) | § 16 – Italienisch              | § 28 – Altokzitanisch   |
| § 6 – Slowenisch (Krain)           | § 17 – Bibelhebräisch           | § 29 – Altfranzösisch   |
| § 7 – Tschechisch                  | § 18 – Altäthiopisch            | § 30 – Niederländisch   |
| § 8 – Chinesisch                   | § 19 – Chaldäisch               | § 31 – Schwedisch       |
| § 9 – Persisch                     | § 20 – Mittelhebräisch          | § 32 – Dänisch          |
| § 10 – Sanskrit                    | § 21 – Syrisch                  | § 33 – Englisch         |
| § 11 – Malaiisch                   | § 22 – Arabisch                 | § 34 – Unterwaldnerisch |
|                                    | § 23 – Maghrebinisches Arabisch |                         |

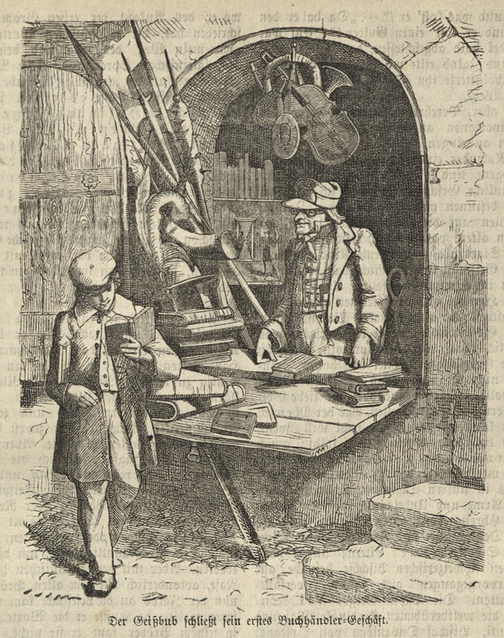
«Der Geißbub schließt sein erstes Buchhändler-Geschäft» – der junge Matthys kauft seine ersten lateinischen Lehrbücher (Abbildung im St. Ursenkalender 1872)

Was wir über Matthys’ Sprachenlernen wissen, verdankt sich hauptsächlich einem 1843 an den Nidwaldner Arzt und Politiker Clemens Zelger gerichteten Brief, den dieser an den Berner Orientalisten, Gräzisten und Bibliothekar Ludwig von Sinner weiterleitete und der im Berner Bund vom 13. Juli 1854 abgedruckt wurde; das eine und andere ist auch aus der Autobiographie und aus dem in der Obwaldner Zeitung erschienenen Nachruf bekannt. Latein lernte er als Jugendlicher und Französisch in Stans (siehe oben), Griechisch lernte er in Solothurn, aus Freiburg schickte der junge Student seinem Gönner in Nidwalden eine Dankes- und Neujahrskarte, die ausser auf Deutsch, Latein und Französisch nun auch auf Italienisch geschrieben war, und schliesslich Hebräisch in Luzern. Einen grossen Teil der Sprachen eignete er sich jedoch in jenen vierzehn Jahren an, als er in Maria-Rickenbach war, «wie in einer verlassenen Einöde, ohne etwas zu thun zu haben», wie er an Zelger schrieb. 1844 schliesslich fasste er seine Autobiographie in 33 Fremdsprachen sowie auf Nidwaldnerdeutsch und Hochdeutsch ab. Drei weitere Sprachen, die er 1843 in einem an Landmajor Clemens Christen gerichteten Brief erwähnte, scheint er nur ansatzweise kennengelernt zu haben. In Dallenwil hingegen kam er kaum noch zum Lernen neuer Sprachen – mit Ausnahme von Hindustani sowie der Langue simplifiée (zu letzterer siehe unten). Alles in allem brachte er sich damit in freilich unterschiedlichem Ausmass 38 Sprachen bei.
Matthys’ Hilfsmittel waren Grammatiken, Wörterbücher und Lesetexte. Vieles kaufte er selbst; arabische und hebräische Lehrmittel schenkte ihm Ludwig von Sinner. Für manche Sprachen hatte er jedoch «kaum eine Grammatik und nur wenig Lesestücke ohne Wörterbuch», wie er Zelger mitteilte. Hatte er von einer Sprache nur Texte, stellte er sich daraus selbst eine Grammatik zusammen. Spanisch lernte er, indem er die deutsche, lateinische und spanische Version des Buches Die Nachfolge Christi miteinander verglich. Zum Englischen und Altokzitanischen verfasste er eigentliche Sprachlehren, die englische 276 Seiten stark.
Der Biograph Iso Baumer legte die 33 fremdsprachigen Kapitel verschiedenen Fachleuten vor mit der Bitte, deren Qualität zu beurteilen. Gut schnitten diejenigen auf Persisch, Altgriechisch, Latein, Altfranzösisch, Syrisch, Altäthiopisch, Russisch und Tschechisch ab. Als ziemlich gut beurteilt wurden Matthys’ Altokzitanisch, Unterengadinisch (Vallader), Niederländisch, Schwedisch, Dänisch, Polnisch, Obersorbisch, Slowenisch, Althebräisch, Bibelaramäisch (Chaldäisch) und Ungarisch. Mehr schlecht als recht, aber immer noch verständlich erwiesen sich die Texte auf Sanskrit, Neugriechisch, Italienisch, Spanisch, Portugiesisch, Französisch, Englisch, Mittelhebräisch und im maghrebinischen Arabisch. Ohne nebenan stehende deutsche Übersetzung kaum verständlich waren Arabisch, Chinesisch und Malaiisch. Alle nicht lateinischen Schriften kann man gut lesen, eher ungelenk sind nur die chinesischen Schriftzeichen. Mehrere Experten sagten, man merke, dass der Verfasser vom Deutschen (im Falle von Hebräisch vom Lateinischen) her denke, und verschiedene meinten herauszuspüren, dass Matthys archaische Bibelübersetzungen als Lektüre zur Verfügung hatte. Manchmal war er recht originell: Da in seinem polnischen Wörterbuch offenbar «Alp» und «Alphütte» fehlten, ersetzte er die beiden deutschen Wörter durch die polnischen Begriffe für «Riesengebirge» und «Riesengebirgshütte», und auch im Hebräischen sei er humorvoll-kreativ gewesen.
Matthys selbst sah seine Sprachkenntnisse durchaus realistisch. Seinen Brief an Clemens Zelger schloss er mit diesen beiden Absätzen:

«So können denn meine polyglottischen Kenntnisse nur Bruchstücke sein, und Weiteres ist unmöglich. Vom Sprechen in fremden Sprachen darf keine Rede sein, da ich z. B. noch nicht einmal ein englisches Wort reden gehört.

Ich denke nun, Sie werden mich bei Ihrem Freunde [Ludwig von Sinner] entschuldigen, und ihn bereden, mich für keinen Philologen zu halten, was bei meinen Verhältnissen nicht möglich gewesen wäre, und nicht mehr möglich werden könnte. In andern Verhältnissen wäre ich aber ein Philologe geworden.»

### Zusammenarbeit mit Henri-Joseph-François Parrat:La langue simplifiée
Matthys half auch bei der Welthilfssprache La langue simplifiée oder Stoechiophonie mit, die der Pruntruter Professor Henri-Joseph-François Parrat entworfen und zum ersten Mal 1858 publiziert hatte. Die vereinfachte Sprache baut auf Silben auf: Es gibt 150 Hauptwurzeln mit langem Vokal und 100 Nebenwurzeln mit kurzem Vokal. Aus diesen 250 Grundelementen kann der ganze Wortschatz und die ganze Grammatik zusammengesetzt werden. Die Grundelemente sind den ältesten Sprachen entlehnt, besonders dem Sanskrit; die Grammatik ist indogermanisch geprägt. Das Sprachsystem, wonach die Zusammensetzung von Grundelementen zu einem Ganzen führt, ist zwar logisch, spricht damit aber faktisch nur Gebildete an.
Matthys lernte die Sprache und nahm mit ihrem Schöpfer Kontakt auf (diesen hatte Ludwig von Sinner 1854/1855 schon einmal hergestellt). Nach P. Rolli war Matthys ein «wertvoller Mitarbeiter» Parrats. Tatsächlich übersetzte er Parrats Büchlein auf Deutsch, erweiterte es, verbesserte es in didaktischer Hinsicht und schrieb ein Vorwort, in dem er die Sprache erläuterte. Alle diese Optimierungen der deutschen Version, die 1861 in Solothurn erschien, wurden auch in die französische Neuauflage vom gleichen Jahr übernommen, wie Matthys in einem Brief an den Zürcher Philologen Heinrich Schweizer-Sidler schrieb.

## Rezeption
«Mathis starb unbekannt in seinem 64. Altersjahr», hiess es 1866 im Nachruf, der in der Neuen Zürcher Zeitung erschien. Der Nachruf in der Schwyzer-Zeitung fokussierte auf das Nidwaldner Wörterbuch und bedauerte, dass dieses wohl kaum je gedruckt werde, wenn es auch «in so weit verwerthet werden kann, daß das allmälig sich bildende Gesammtwörterbuch für die Schweiz [das heisst das Schweizerische Idiotikon] einzelne abgerissene Fragmente der Mathis’schen Arbeit in sich aufnehmen wird». Die Lebensbeschreibungen, die Joseph Ignaz von Ah (mutmasslich) 1866 in der Obwaldner Zeitung und (sicher) 1872 im St. Ursenkalender veröffentlichte, münzten das unglückliche Leben des Kaplans in einen Aufruf um, dass in der ländlich-katholisch-konservativen Urschweiz mehr für das Schulwesen und die Bildung unternommen werde: «Ceterum autem dico – vor Allem also nochmals und wiederum sei es mit allem Ernste gesagt, – vor Allem gute Schulen, tüchtige Bildungsanstalten, immer vorwärts und nie zurück mit der Bildung der Jugend!», hiess es in der Obwaldner Zeitung, «es ist nicht die Geschichte eines großmächtigen Fürsten oder großen Herrn […] es ist nur die Geschichte eines armen Kaplans aus dem finstern Unterwalden», stand im St. Ursenkalender, und in Letzterem folgte zum Schluss ein pädagogischer Aufruf: «Leget jetzt den Kalender nicht weg, ihr jungen Leute, und fanget an zu spielen und zu gfäterlen. Denket darüber nach und saget zu Euch selber: Was ich auch werde, ich will etwas Rechtes werden und einst ein ganzer Mann sein und bleiben.»
1871 konnte Eduard Osenbrüggen, aus Norddeutschland stammender und in Zürich wirkender Rechtsprofessor, beim Kernser Pfarrer biographische Angaben von Matthys einsehen und schilderte ihn darauf in seinen Wanderstudien grundsätzlich wohlwollend, aber auch kritisch: «Das Durchblättern dieser Mosaikarbeit muß Mitleid erwecken mit dem Manne, der hamsterartig so viele Sprachen aufspeicherte, ohne dadurch der Wissenschaft und der Welt zu nützen», er erfuhr aber auch, dass Matthys «ein sehr großes Material für das schweizerische Idiotikon der Redaktion in Zürich zur Disposition gestellt hat». 1884 erschien im Hermes ein Artikel von einem Anonymus, der breit aus Matthys’ Autobiographie zitierte und zum Schluss kam: «Mathys hat fast Uebermenschliches geleistet, aber für die Wissenschaft ist dabei nichts abgefallen, konnte nichts abfallen. [… S]o beklagt man doppelt das Loos des isolirten, darbenden Caplans, gegen den sich sogar die Naturkräfte verbündet zu haben scheinen, und der gleichwohl so tapfer kämpfte und rang – ein geistiger Robinson.» Überhaupt standen Matthys’ umfassende Sprachkenntnisse im Fokus der Erinnerung; so wurde ein 1933 veröffentlichter – inhaltlich nichts Neues bietender – Aufsatz in der Neuen Zürcher Zeitung von Franz Odermatt mit Der nidwaldnerische Mezzofanti übertitelt, in Anspielung auf das Sprachgenie Giuseppe Mezzofanti. Iso Baumer, dessen Biographie 1985 herauskam, umschreibt in einer Schlussbetrachtung den Menschen Matthys und sein Werk recht kritisch, meint dann aber versöhnlich: «Aber gerade in seiner menschlichen Mittelmässigkeit, die ihm dennoch Grosses zu leisten erlaubte, verdient er unseren Respekt.»
Die Sprachwissenschafter sahen Matthys in einem anderen Licht. Aus Friedrich Staubs 1868 verfasstem Nachruf, in dem er Matthys’ dialektologische Leistung eindrücklich würdigte, wurde schon oben zitiert. Esther Odermatt teilte in ihrer 1903 gedruckten Dissertation über die nidwaldnerdeutschen Diminutive mit, Matthys’ Wörterbuch habe die Grundlage ihrer Daten gebildet, «da ich ihm manches verdanke, was mir sonst wohl entgangen wäre». Den Abschnitt schloss sie mit den Worten, das Wörterbuch sei «ein würdiges Denkmal für das schlichte Heldentum seines Lebens». Am bedeutendsten aber wirkt Matthys im Schweizerischen Idiotikon, dem Wörterbuch der schweizerdeutschen Sprache, nach: «Wer», wie Redaktor Otto Gröger 1933 schrieb, «fast täglich in die Lage kommt, das von Mathis in seinem Nidwaldner Idiotikon zusammengetragene und gesichtete Material zu Rate zu ziehen, dem wächst die bescheidene Gestalt des Dallenwiler Kaplans». Der Germanist Walter Haas schliesslich störte sich 1987 daran, dass der «polyglotte» Matthys in der Erinnerung «überbetont» werde:

«Nein, er war nicht in erster Linie Polyglotter, sondern Linguist; das Systematische an den Sprachen zog den Depressiven an, und dies trieb ihn und befähigte ihn gleichzeitig dazu, manch ein Idiom zu erlernen, dessen Grammatik er sich aus dürftigen Texten selbst erarbeiten mußte.»

Ganz besonders hob Haas die Qualität von Matthys’ Dialektgrammatik hervor, zollte dieser geradezu wissenschaftsgeschichtliche Bedeutung und folgerte daraus:

«Was Matthys zu einem ‹Gelehrten› fehlte, war nicht ‹die nötige kritische Umsicht› [wie der Biograph Iso Baumer meinte], sondern die Ausbildung [was Matthys selbst gegenüber Ludwig von Sinner festhielt; siehe oben]. Nur darum war er gezwungen, seinen ‹grammatischen Tik› [Friedrich Staub] statt in anerkannten Bahnen in jener monströsen Lebensbeschreibung auszuleben. Als ihm aber durch Staub ein Ziel gewiesen wurde, zeigte sich, wozu er durch Neigung und analytische Erfahrung fähig geworden war.»

## Nachlass
Matthys’ Bibliothek wurde nach seinem Tod aufgelöst. Sein Biograph Iso Baumer fand jedoch in einem Stanser Antiquariat das Glossarium arabico-latinum von Jacobus Scheidius, Leiden 1769, das voller handschriftlicher Ergänzungen ist und «unzweifelhaft von Matthys benützt worden war». Dieses sowie seine Autobiographie und seine englische Sprachlehre werden heute in der Kantonsbibliothek Nidwalden in Stans, sein Nidwaldner Wörterbuch und seine Nidwaldner Grammatik in der Bibliothek des Schweizerischen Idiotikons in Zürich aufbewahrt. Ausserdem ist noch ein Teil seiner Briefe erhalten, im Wesentlichen diejenigen an Ludwig von Sinner (1854/55, in der Burgerbibliothek Bern) und an Friedrich Staub (1862–1866, im Archiv des Schweizerischen Idiotikons in Zürich).

## Werke
- Der fromme Wallfahrter nach Maria-Rickenbach im Kanton Unterwalden nid dem Wald, zum Gebrauche für jeden Freund Mariens. 2., umgearbeitete Auflage. Räber, Luzern 1835.
- Selbstbiographie des H. Caplans Jakob Mathys [Titel in der Handschrift von Matthys’ Nachfolger in Dallenwil, Franz Josef Joller] beziehungsweise Was that ich und wie gings mir? 41 Jahre lang. 1844 [vom Autor selbst geschriebener Titel]. Manuskript in der Kantonsbibliothek Nidwalden in Stans; abgedruckt in Iso Baumer (1985), S. 141–219.
- Stoechiophonie oder vereinfachte Sprache von H. J. F. Parrat, ehemaligen [sic] Professor. Solothurn 1861. [Von Matthys aus dem Französischen übersetzt, verbessert und mit einem Vorwort versehen.]
- Idioticon [Nidwaldner Wörterbuch]. Manuskript von 1863/64 in der Bibliothek des Schweizerischen Idiotikons in Zürich.
- Kleine Grammatik des Nidwaldner-Dialektes. Manuskript von 1864, zusammen mit an Friedrich Staub gerichteten brieflichen Nachträgen in der Bibliothek des Schweizerischen Idiotikons in Zürich; ohne Nachträge abgedruckt in Iso Baumer (1985), S. 221–282.
- Englische Sprachlehre oder Anleitung, die deutschen Redeverhältnisse ins Englische zu übersetzen. Undatiertes Manuskript in der Kantonsbibliothek Nidwalden in Stans.

Ferner:
- Jakob Joseph Matthys: Eine Autobiographie. In: Der Bund vom 13. Juli 1854, Beilage Nr. 191, S. 767 f. – Unter dem Titel Merkwürdige Selbstbiographie erneut in: Kirchenzeitung für die katholische Schweiz 7 (1854), S. 226–228. (Es handelt sich um einen Brief von Matthys an Clemens Zelger zu Handen von Ludwig von Sinner, den Letztgenannter dem Bund zur Veröffentlichung weiterreichte.)